# Международный Олимпийский день

Эмблема МОК

Междунаро́дный Олимпи́йский день — всемирный праздник, отмечаемый решением Международного олимпийского комитета ежегодно 23 июня во многих государствах и странах.

## История
В январе 1948 года Международный олимпийский комитет (МОК) принял решение во время 42-й сессии в Санкт-Морице ежегодно праздновать Международный Олимпийский день 23 июня. Эта дата была выбрана с целью увековечивания даты создания МОК 23 июня 1894 года, после того, как энтузиаст возрождения олимпийского движения французский барон Пьер де Кубертен в Париже огласил свой исторический доклад перед международным атлетическим конгрессом. После того, как конгресс принял решение о проведении в 1896 году в Греции первой Олимпиады, Кубертен возглавил созданный тогда же МОК.

## Мероприятия
Основным мероприятием, который сопровождает Международный Олимпийский день, является организация массовых забегов на длинные дистанции 23 июня, или в ближайшие выходные к этому дню. МОК рекомендовал национальным олимпийским комитетам устраивать различные спортивные праздники, преимущественно беговые, с тем, чтобы привлечь максимальное число участников, распространяя тем самым олимпийскую концепцию «спорт для всех». Олимпийская хартия МОК гласит:

Олимпийское движение имеет своими целями воспитывать молодёжь с помощью спорта в духе взаимопонимания и дружбы, способствуя, таким образом, созданию лучшего и более спокойного мира.